# Faramea macrura
Faramea macrura är en måreväxtart som beskrevs av Paul Carpenter Standley. Faramea macrura ingår i släktet Faramea och familjen måreväxter. Inga underarter finns listade i Catalogue of Life.